# KIDsmiling – Projekt für hilfsbedürftige Kinder und Jugendliche

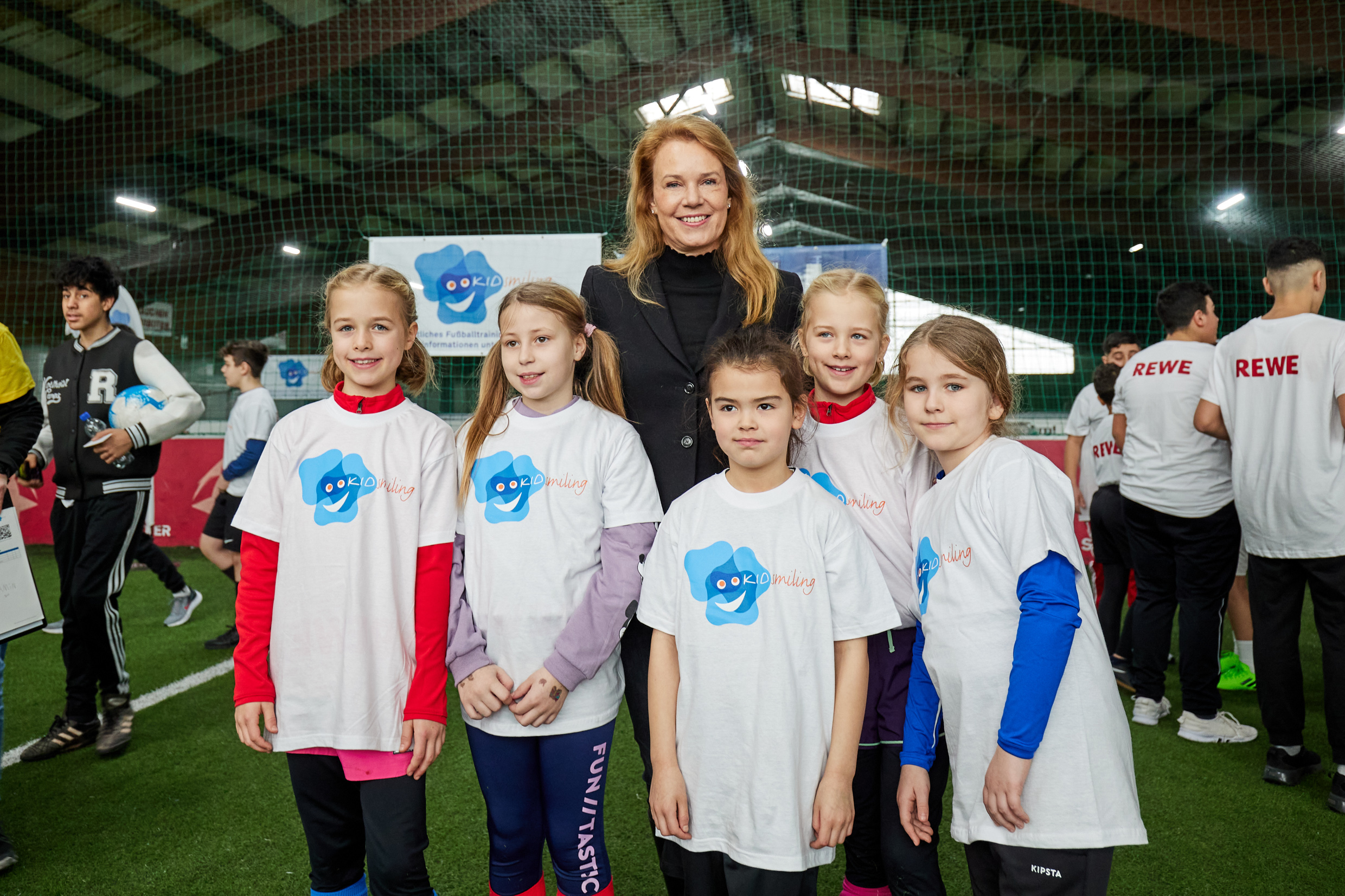
Gründerin Sandra von Möller mit KIDsmiling-Kindern

Der gemeinnützige Verein KIDsmiling e. V. wurde 2003 von der Unternehmerin Sandra von Möller in Köln gegründet und seitdem ehrenamtlich von ihr geleitet. Ziel des Vereins ist es, sozial benachteiligte Kinder und Jugendliche im Alter zwischen sechs und 18 Jahren zu fördern und ihnen Perspektiven für ihre Zukunft aufzuzeigen. Dazu bietet KIDsmiling neben dem zentralen Fußballprojekt auch ein Ernährungs- und Bildungsprojekt an.

## Standorte
KIDsmiling ist in Köln, Düsseldorf, Leverkusen, Bonn, Bergheim, Wesseling und Stuttgart in folgenden Stadtteilen aktiv:
- Köln: Buchheim, Chorweiler, Deutz, Ehrenfeld, Godorf, Immendorf, Innenstadt, Lindweiler, Mülheim, Müngersdorf, Nippes, Neubrück, Ostheim, Porz und Vingst
- Düsseldorf: Flingern und Mörsenbroich
- Leverkusen: Manfort und Wiesdorf
- Bonn: Dransdorf, Duisdorf und Medinghoven
- Bergheim: Bergheim-Mitte
- Stuttgart: Zuffenhausen
- Wesseling
- Ludwigsburg
- Kornwestheim

## Vereinsstruktur
KIDsmiling hat seinen Sitz in Köln. Der Verein setzt sich aus dem Vorstand und einem Aufsichtsrat zusammen. Alle Mitglieder des Vorstands und des Aufsichtsrates engagieren sich ehrenamtlich. Verantwortlich für die inhaltliche Ausrichtung aller Projekte ist die Gründerin und Vereinsvorsitzende Sandra von Möller. Michael Madaus verantwortet die Finanzen des Vereins. In beratender und kontrollierender Funktion ist der Aufsichtsrat mit dem Vorsitzenden Walter Botermann und fünf weiteren Mitgliedern tätig: Paul Bauwens-Adenauer, Gerald Böse, Christian von Daniels, Lionel Souque und Werner Spinner. Der Verein beschäftigt neben einer Vollzeit- und einer Teilzeitkraft im Bereich Projektmanagement und Projektentwicklung und einer Teilzeitkraft im Bereich Marketing & Öffentlichkeitsarbeit seine pädagogisch geschulten Trainer an den Standorten auf Honorarbasis. Die Vereinsstruktur ist durch eine Vereinssatzung geregelt.

## Schirmherrschaften
Die Oberbürgermeisterin der Stadt Köln, Henriette Reker, der Oberbürgermeister der Stadt Düsseldorf, Thomas Geisel, der Oberbürgermeister der Stadt Leverkusen, Uwe Richrath, der Oberbürgermeister der Stadt Bonn, Ashok Sridharan sowie der Bürgermeister der Kreisstadt Bergheim, Volker Mießeler, und der Bürgermeister der Stadt Wesseling Erwin Esser haben die Schirmherrschaft für die KIDsmiling-Projekte in den jeweiligen Städten übernommen.

## Kooperationspartner
Die Stiftung des 1. FC Köln, Bayer 04 Leverkusen und der Bonner SC sind offizielle Kooperationspartner von KIDsmiling und unterstützen den Verein bei seinem Fußballprojekt. Zudem arbeitet KIDsmiling mit lokalen Fußballvereinen, Jugendeinrichtungen, Bürgerzentren und Schulen zusammen und nimmt regelmäßig an Arbeitskreisen und Stadtteilkonferenzen teil.

## Paten
KIDsmiling wird von den Paten Lars Bender, Britta Heidemann, Brady Scott, Shary Reeves unterstützt.

## Projekte
Im Mittelpunkt der Vereinsarbeit steht das KIDsmiling-Fußballprojekt, das seit Mai 2007 kostenlose, pädagogisch geführte Fußballtrainings auf öffentlichen Sportplätzen in Köln, Düsseldorf, Leverkusen, Bonn, Bergheim und Stuttgart anbietet. Die Trainingseinheiten richten sich an Mädchen und Jungen im Alter von sechs bis 18 Jahren, die oftmals keine Anbindung an Vereine und Institutionen haben. Die Fußballtrainings finden ganzjährig statt und sind damit eine verlässliche Konstante im Leben der Kinder und Jugendlichen. Neben dem Spaß an Sport und Bewegung vermitteln die Trainer Werte wie Fairness, Zusammenhalt und das gewaltfreie Lösen von Konflikten. Die Trainings leisten zudem einen wichtigen Beitrag zur Integration von Kindern sowie Jugendlichen mit Migrations- und Fluchthintergrund und bauen Vorurteile untereinander ab. Ergänzt wird das Angebot durch jährlich stattfindende Winter- und Sommercups, an denen die Mannschaften der unterschiedlichen Standorte teilnehmen können. Am 8. Februar 2020 wurde bereits der dritte KIDsmiling Wintercup ausgetragen, an dem über 200 Kinder und Jugendliche aus Köln, Bonn, Leverkusen, Bergheim und Wesseling teilnahmen. Im März 2018 begrüßten Sandra von Möller, Weltmeisterin Sonja Fuss, Europameisterin Inka Grings und KIDsmiling-Patin Shary Reeves über 30 Mädchen im Alter von sechs bis 16 Jahren zum 1. Mädchentraining auf dem Trainingsgelände von Viktoria Köln im Sportpark Höhenberg.

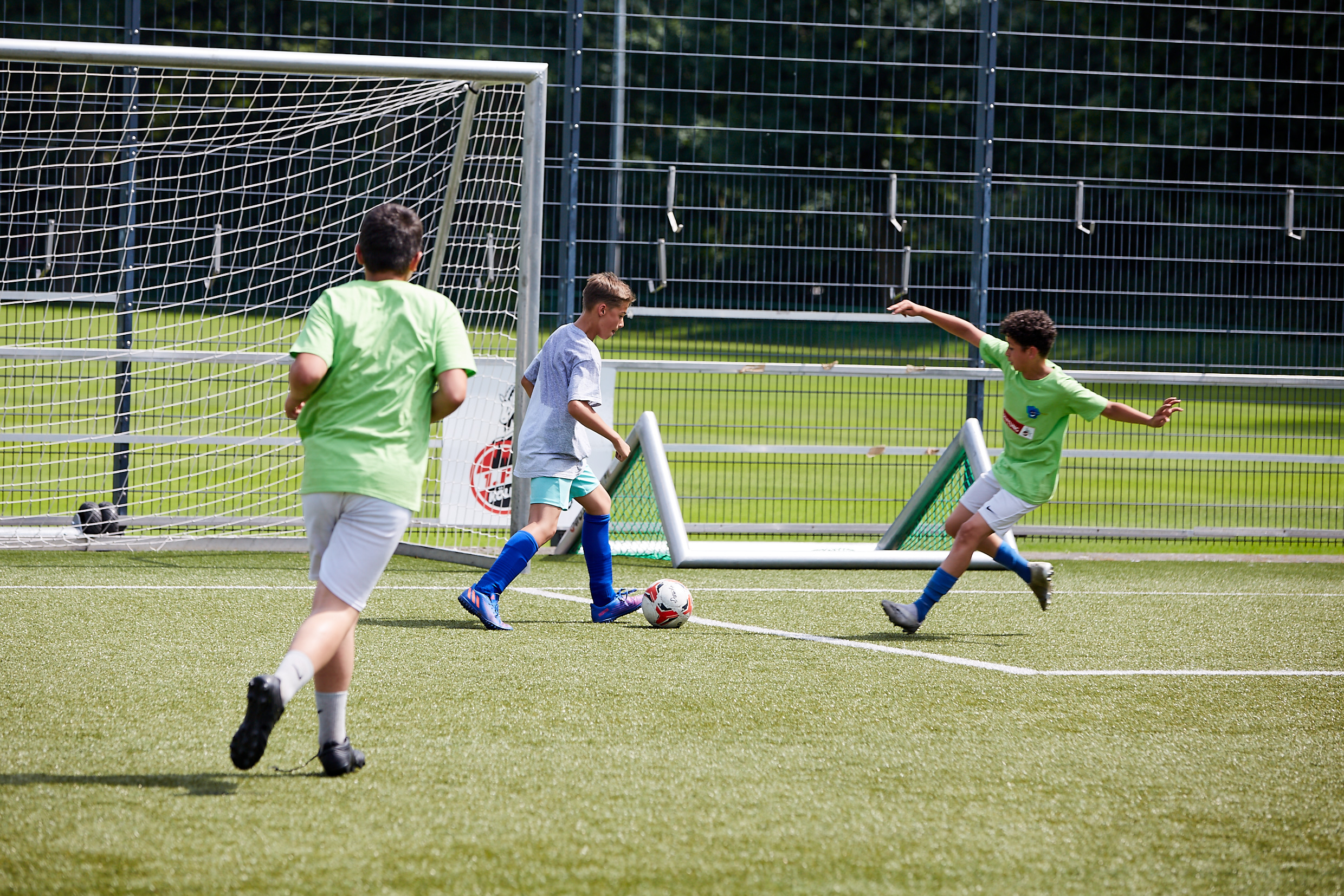
KIDsmiling-Sommercup 2022

Für die Teilnehmer des Fußballprojektes organisiert KIDsmiling zudem Kochworkshops, bei denen die Mädchen und Jungen Einblicke in die Lebensmittelkunde bekommen und das Zubereiten von gehaltvollen und gesunden Mahlzeiten erlernen. Zuletzt konnten die Kids in diesem Rahmen im November 2019 die Showküche des Breidenbacher Hofs in Düsseldorf besuchen. Außerdem bietet KIDsmiling in Kooperation mit der Industrie- und Handelskammer und dem Caritasverband Berufsorientierungsveranstaltungen an, um die Jugendlichen auf dem Weg in ein Arbeitsverhältnis zu unterstützen. Ergänzt wird das Angebot mit gemeinsamen Kino-, Fußballstadion- und Museumsbesuchen.

## Auszeichnungen
- 2008: Ehrenamtspreis „KölnEngagiert“[9]
- 2011: Gewinner des Wettbewerbs „Ideen-Initiative-Zukunft“
- 2012: „Futorino-Preis“ der Henkel-Stiftung
- 2013: Deutscher Engagementpreis
- 2013: Dirk-Nowitzki-Stiftungspreis
- 2016: GVV-Ehrenamts-Sonderpreis
- 2017: Bundesverdienstkreuz für Sandra von Möller[10]
- 2019: Auszeichnung Award „25 Frauen, die mit ihrer Stimme die Gesellschaft bewegen“ von der Business-Plattform EDITION F in Kooperation mit dem Handelsblatt und Zeit Online für Sandra von Möller